# Jean-Gabriel de la Porte Dutheil
Jean-Gabriel de la Porte du Theil – francuski polityk i dyplomata żyjący w XVIII wieku.
Był zwolennikiem sojuszu z Austrią, na który nadzieje zostały pogrzebane, gdy ministra Amelota zastąpił Rene d'Argenson. 
W latach (1733–1734) du Theil był francuskim Chargé d’affaires w Madrycie, a następnie ministrem pełnomocnym (1736-1737) w Wiedniu.
Jego potomkiem był Gabriel de La Porte du Theil (1740–1815).